# Tobias Meyer (Politiker)

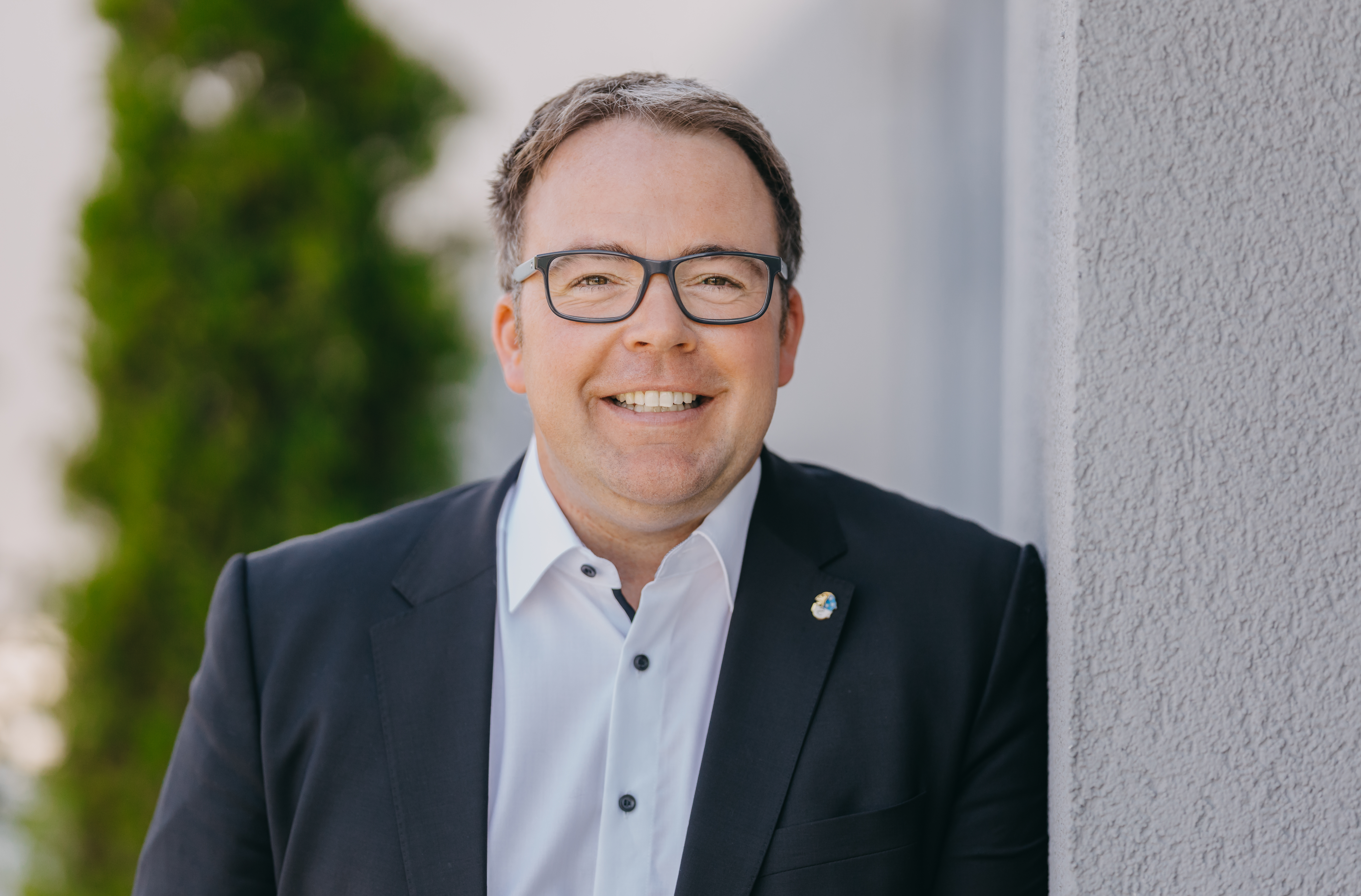
Tobias Meyer (2020)

Tobias Meyer (* 2. Juli 1979 in Marburg) ist ein deutscher Politiker (CDU) und seit dem 16. Dezember 2020 Bürgermeister der Gemeinde Haßloch in der Pfalz.

## Leben

### Ausbildung und Beruf
Meyer wuchs im mittelhessischen Breidenbach auf. Er legte 1998 sein Abitur am Gymnasium Lahntalschule in Biedenkopf und studierte anschließend Anglistik, Politikwissenschaft, Wirtschaftswissenschaft und Ethik an der Universität Marburg. Sein Studium beendete Meyer 2005 mit dem 1. Staatsexamen und legte nach seinem Referendariat 2007 das 2. Staatsexamen ab.
Meyer unterrichtete von 2007 bis 2015 an einem Gymnasium die Fächer Englisch, Politik und Wirtschaft, Ethik und Wirtschaftswissenschaften. Von 2012 bis 2015 war er zudem an das Hessische Kulturministerium abgeordnet. Zeitgleich veröffentlichte Meyer einige journalistische Beiträge und war als Dozent in der Erwachsenenbildung tätig. Er war außerdem wissenschaftlicher Mitarbeiter der Landtagsabgeordneten Anne Oppermann (CDU).

### Politische Laufbahn
Meyer trat 1997 in CDU und Junge Union ein. Dem Kreisverband der Jungen Union stand er von 2000 bis 2003 vor. Dem Vorstand des CDU Gemeindeverbandes gehörte er seit 1997 an, von 2003 bis 2013 war er Vorsitzender des CDU Gemeindeverbandes Breidenbach. In der Gemeindevertretung Breidenbach war er in mehreren Ausschüssen tätig, auch als Vorsitzender. Zudem war er zehn Jahre lang stellvertretender Ortsvorsteher im Ortsteil Wiesenbach. Von 2011 bis 2013 war er stellvertretender Vorsitzender des Gemeindeparlamentes.
Dem Kreistag von Marburg-Biedenkopf gehörte Meyer von 2006 bis 2015 an. Er war dort von 2008 bis zu seinem beruflich bedingten Ausscheiden als stellvertretender Fraktionsvorsitzender tätig. Meyer zählt zu den Unterstützern einer Jamaika-Koalition bzw. „Jamaika-plus-Koalition“ aus CDU, Grünen, FDP und Freien Wählern. Den Koalitionswechsel im Landkreis im Jahr 2014 hin zu einer Großen Koalition und der daraus resultierenden Abwahl des Beigeordneten Karsten McGovern (Grüne) kritisierte Meyer öffentlich.
Bei der hessischen Landtagswahl 2013 kandidierte Meyer als Ersatzbewerber von Thomas Schäfer, dem damaligen hessischen Staatsminister der Finanzen im Wahlkreis 12. Von 2013 bis zu seinem berufsbedingten Ausscheiden 2015 war Meyer zudem Schäfers Stellvertreter in dessen Funktion als Kreisvorsitzender der CDU Marburg-Biedenkopf.
2014 wurde Meyer vom Gemeinderat der Gemeinde Haßloch in der Pfalz zum hauptamtlichen Ersten Beigeordneten gewählt und nahm im Februar 2015 seine dortige Tätigkeit auf. Nach dem Gewinn der Bürgermeisterwahl am 22. November 2020 wurde Meyer am 16. Dezember 2020 als Bürgermeister vereidigt. Beim Gemeinde- und Städtebund Rheinland-Pfalz ist Meyer im Ausschuss für Städte und verbandsfreie Gemeinden sowie im Forstausschuss und im Arbeitskreis Feuerwehr aktiv.
Seit 2019 gehört Meyer zudem dem Kreistag des Landkreises Bad Dürkheim an. Er ist im Ausschuss für ÖPNV, Wirtschaftsförderung und Fremdenverkehr, im Sozial- und Gesundheitsausschuss sowie im Schulträgerausschuss tätig.

### Privates und Lehrtätigkeiten
Meyer ist verheiratet und Vater von vier Söhnen. Er lehrt an der Kommunal-Akademie Rheinland-Pfalz in Boppard. Zudem ist er als Dozent bei der CSU-nahen Hanns-Seidel-Stiftung tätig.

## Gesellschaftliches Engagement
Im September 2022 berief der Landesvorsitzende der CDU Rheinland-Pfalz Christian Baldauf Meyer in sein Expertenteam und stellte ihn als Beauftragten der CDU Rheinland-Pfalz für die Spätaussiedler und Heimatvertriebenen vor. Meyer ist in dieser Funktion auch kooptiertes Mitglied im Landesvorstand der CDU Rheinland-Pfalz.
Der römisch-katholische Christ Meyer war von 2011 bis 2015 Mitglied der Diözesanversammlung im Bistum Limburg. Dem Gremium gehörte er als Vorsitzender der Bezirksversammlung im Bezirk Lahn-Dill-Eder kraft Amtes an. 
Von 2016 bis 2018 war Meyer stellvertretender Vorsitzender des Bundes der Vertriebenen im Bundesland Rheinland-Pfalz und ist seit April 2018 dessen Vorsitzender. Meyer ist darüber hinaus Mitglied des Bundesausschusses des BdV sowie der Bundesversammlung.
Er ist außerdem stellvertretender Landesvorsitzender der Ost- und Mitteldeutschen Vereinigung (OMV) in Rheinland-Pfalz und im Bezirksvorstand der Kommunalpolitischen Vereinigung (KPV) aktiv. Zudem ist er Mitglied des Landesvorstands der KPV für das Bundesland Rheinland-Pfalz.
Meyer ist Gründungspate der Klimaunion, einer Gruppe innerhalb der CDU/CSU, die sich für Nachhaltigkeit und die Erreichung der Klimaziele einsetzt.
Zudem ist Meyer 2. Vorsitzender beim Handball-Drittligisten TSG Haßloch.